# Jean Delarge
Jean Joseph Delarge (* 6. April 1906 in Lüttich; † 7. Juli 1977 ebenda) war ein belgischer Boxer im Weltergewicht.
Delarge wurde Olympiasieger, als er in der französischen Hauptstadt Paris im Jahre 1924 Louis Sauthier durch klassischen K. o. in Runde 3 und Patrick O’Hanrahan, Roy Ingram, Douglas Lewis und Héctor Eugene Méndez jeweils nach Punkten schlug.
Sein Bruder Fernand war ebenfalls Boxer.